# Союз ТМ-5
Союз ТМ-5 — пилотируемый космический аппарат из серии «Союз ТМ».

## Экипаж
На взлёте:
- Анатолий Соловьёв  (1-й полёт) — командир
- Виктор Савиных  (3-й полёт) — бортинженер
- Александр Александров  Болгария (1-й полёт) — космонавт-исследователь

При посадке:
- Владимир Ляхов  (3-й полёт) — командир
- Абдул Ахад Моманд  Афганистан (1-й полёт) — космонавт-исследователь

## Дублирующий экипаж
На взлёте:
- Владимир Ляхов
- Александр Серебров
- Красимир Стоянов

## Параметры полёта
- Масса аппарата: 7000 кг
- Перигей: 173 км
- Апогей: 241 км
- Наклонение: 51,6°
- Период обращения: 88,6 минуты

## Описание полёта
Союз ТМ-5 стартовал 7 июня 1988 года и пристыковался к станции «Мир» 9 июня 1988 года. На борту находились три члена экипажа, включая второго болгарского космонавта Александрова. Этот космонавт стал первым болгарином, побывавшим на борту орбитальной станции (первая попытка пристыковки корабля «Союз-33» к станции «Салют-6» окончилась неудачно). Запуск корабля был перенесён на две недели вперёд с тем, чтобы застать лучшие условия проведения астрономического эксперимента «Рожень».
Отстыковка корабля произошла 5 сентября с двумя космонавтами — Ляховым и Момандом. Сразу после отстыковки был сброшен бытовой отсек, и началась подготовка к сходу с орбиты. Однако ни космонавты, ни ЦУП не знали, что в управляющий компьютер была заложена программа стыковки, предназначенная для июньской миссии на «Мир». Инфракрасный датчик горизонта не смог подтвердить высоту полёта, поэтому тормозные двигатели не включились в расчётный момент. Только через 7 минут после расчётного времени датчик подтвердил нужную высоту. Главный двигатель начал работать, но Ляхов выключил его спустя 3 секунды. Второе включение через 3 часа продолжалось только 6 секунд. Сразу после этого Ляхов попытался вручную свести корабль с орбиты, но компьютер выключил двигатель после 60 секунд.
Чтобы перезапустить программу спуска, Ляхову потребовалось запрограммировать компьютер проигнорировать первое отключение двигателя. Поэтому компьютер продолжал свою программу, как если бы первый тормозной импульс был успешным, и корабль находился на нормальной траектории спуска.
Следующим пунктом программы был сброс приборно-агрегатного отсека, в котором находился, помимо прочего, главный двигатель, без которого невозможен сход с орбиты. Моманд, в нарушение указания ЦУПа ничего не предпринимать, занимался наблюдением над показаниями приборов. Он обнаружил, что отделение отсека должно произойти меньше чем через минуту, и дал знать командиру. Ляхов тотчас же прервал исполнение программы. Если бы он этого не сделал, то он и Моманд были бы обречены на смерть, так как запасы воздуха и электричества в спускаемом аппарате рассчитаны только на несколько часов.
В силу этих причин космонавтам пришлось ещё один день провести на орбите. Пристыковаться к станции «Мир» они не могли, так как несмотря на то, что у них было горючее и двигатель, стыковочная система была сброшена вместе с бытовым отсеком.
Сход с орбиты прошёл в нормальном режиме 7 сентября. После этого случая бытовой отсек оставался на кораблях до момента завершения работы тормозных двигателей.